# Gaetano De Cicco
Gaetano De Cicco (Napoli, 17 maggio 1880 – Napoli, 14 novembre 1962) è stato un vescovo cattolico italiano.

## Biografia

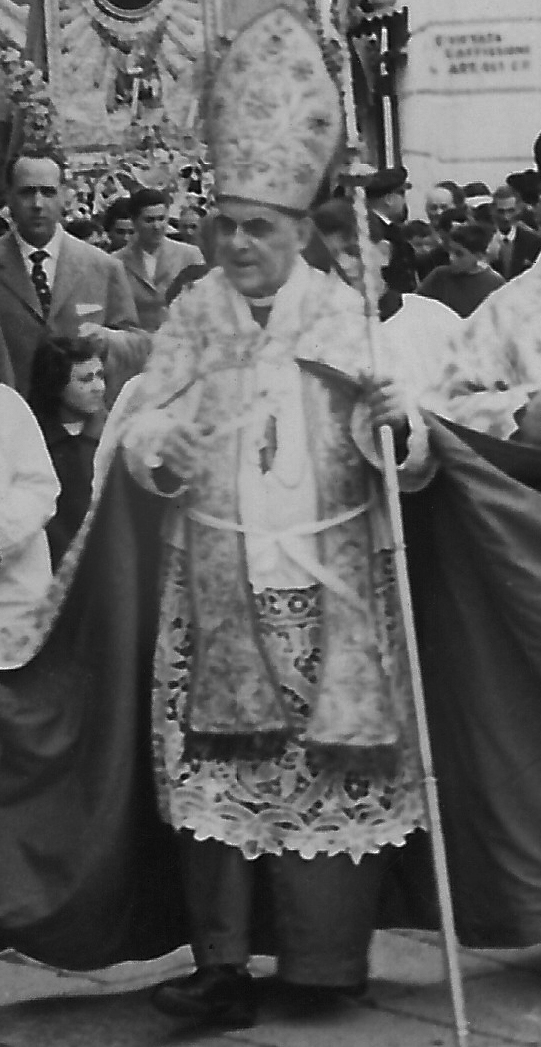
Mons. Gaetano De Cicco durante la Processione dei Santi Patroni di Sessa Aurunca del Lunedì in Albis (30 marzo 1959)

È stato vescovo di Sessa Aurunca e vescovo titolare di Ezani.
Ordinato vescovo nel 1939, fu l'ultimo vescovo consacrato da Papa Pio XI.
Fece ingresso nella città di Sessa Aurunca il 23 luglio 1939.
Ancor viva nel cuore di quanti lo hanno conosciuto la testimonianza di una vita vissuta in rigorosa umiltà, quale si addice ai veri costruttori di pace, come di una dedizione totale alla Sua gente, mai venuta meno, neppure in momenti di alta drammaticità, quando, in occasione dell'ultimo conflitto mondiale, mentre i tedeschi erano in ritirata, all'invito di un ufficiale a lasciare l'episcopio, offrendo, a salvaguardia della sua vita, la disponibilità a garantirne l'accompagnamento e la messa in sicurezza in Vaticano, stante l'imminenza possibile di un bombardamento, egli rispose: "No" - con concisa brevità - "Io resto".
L'amministrazione comunale di Sessa Aurunca, con delibera di consiglio comunale, in occasione del 50º anniversario della sua ordinazione sacerdotale, Gli conferì la cittadinanza onoraria e la medaglia d'oro che lo insigniva del titolo di defensor civitatis ed intitolava alla memoria dell'indimenticabile pontifex il ponte aurunco che collega il centro storico della città con la strada statale Appia.
Il suo corpo riposa nella cripta di San Michele della cattedrale di Sessa Aurunca, nell'artistico sarcofago disegnato dall'architetto Rosa Carafa ed offerto dall'amministrazione comunale di Sessa Aurunca nel 1986, in occasione della traslazione a Sessa Aurunca da Napoli delle spoglie mortali del pastore.

## Genealogia episcopale
La genealogia episcopale è:
- Cardinale Scipione Rebiba
- Cardinale Giulio Antonio Santori
- Cardinale Girolamo Bernerio, O.P.
- Arcivescovo Galeazzo Sanvitale
- Cardinale Ludovico Ludovisi
- Cardinale Luigi Caetani
- Cardinale Ulderico Carpegna

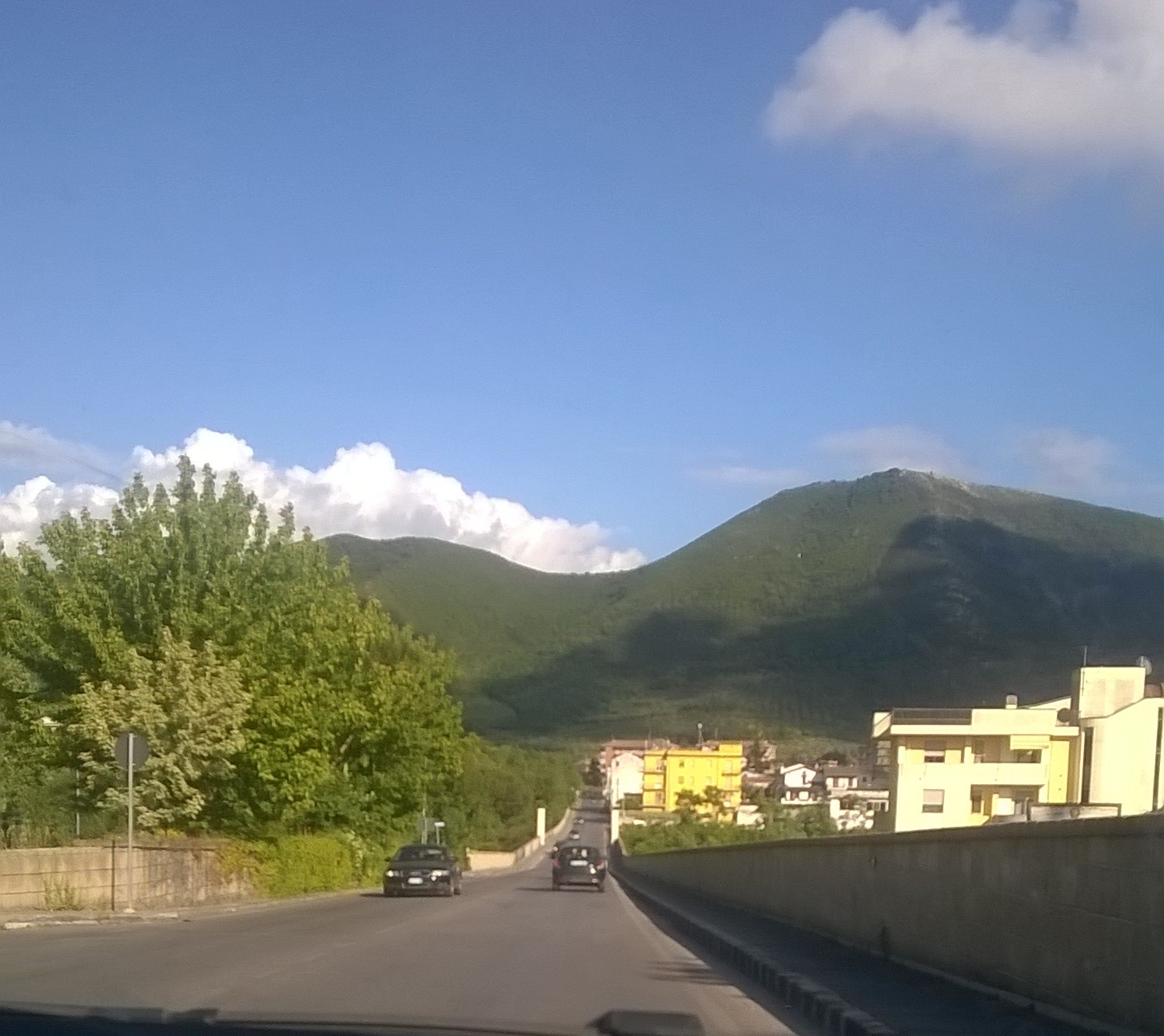
Il ponte "De Cicco" di Sessa Aurunca, intitolato al vescovo

- Cardinale Paluzzo Paluzzi Altieri degli Albertoni
- Papa Benedetto XIII
- Papa Benedetto XIV
- Papa Clemente XIII
- Cardinale Marcantonio Colonna
- Cardinale Giacinto Sigismondo Gerdil, B.
- Cardinale Giulio Maria della Somaglia
- Cardinale Carlo Odescalchi, S.I.
- Cardinale Costantino Patrizi Naro
- Cardinale Serafino Vannutelli
- Cardinale Domenico Serafini, Cong.Subl. O.S.B.
- Cardinale Alessio Ascalesi, C.PP.S.
- Vescovo Gaetano De Cicco